# My Loved One
My Loved One — дебютный студийный альбом советско-американской певицы Любови Успенской, изданный в 1985 году на лейбле Frans Production в США.

## Запись альбома
Продюсерами альбома стали Михаил Шуфутинский и тогдашний муж Успенской — Владимир Франц. Тексты песен для альбома написали такие известные поэты-песенники как Илья Резник, Михаил Танич, Леонид Дербенёв, Андрей Дементьев, а музыку — Раймонд Паулс, Максим Дунаевский, Вячеслав Добрынин. В написании музыки и слов принимали участие Вилли Токарев и сам Шуфутинский.
Запись проходила на студии на Манхэттене, в Нью-Йорке в 1984-85 годах. По словам Любови Успенской, в соседней студии Уитни Хьюстон также записывала свой дебютный альбом, поэтому на обеих пластинках можно услышать голоса одних и тех же бэк-вокалисток.

## Коммерческий приём
Пластинка стала крайне популярна среди эмигрантов и сделала Любовь Успенскую одной из самых известных исполнительниц на Брайтон-Бич. Альбом получил платиновую сертификацию от Американской ассоциации звукозаписывающих компаний за более чем миллион проданных копий. По словам певицы, это самый продаваемый альбом в её карьере.

## Издание в СССР и России
В Советский Союз первый экземпляр альбома привезла певица Эдита Пьеха, которая получила его в подарок на одном из концертов в США. По словам Успенской, дочь Пьехи, Илона Броневицкая, продала альбом своим друзьям за 70 рублей, а себе купила новые джинсы. Тем не менее альбом попал, как выразилась певица, в «нужные руки» и по стране начали распространяться его пиратские копии.
Официальное издание альбома в России под названием «Любимый» состоялось в 1994 году лейблом AVA Records (V 94006). Трек-лист альбома не изменился, но изменилась обложка, были переведены на русский язык названия песен.

## Список композиций
| №                   | Название                  | Текст песни         | Музыка              | Длительность |
| ------------------- | ------------------------- | ------------------- | ------------------- | ------------ |
| 1.                  | «It's Not Too Late»       | Вилли Токарев       | Вилли Токарев       | 3:52         |
| 2.                  | «Find Your Soul»          | Илья Резник         | Раймонд Паулс       | 4:34         |
| 3.                  | «My Garden Full Of Stars» | Татьяна Лебединская | Михаил Шуфутинский  | 4:26         |
| 4.                  | «Russian Roulette»        | Наум Олев           | Максим Дунаевский   | 5:05         |
| 5.                  | «Oh, Mama Forgive Me»     | Михаил Шуфутинский  | Михаил Шуфутинский  | 3:30         |
| 6.                  | «Take Me Along With You»  | Михаил Танич        | Алексей Мажуков     | 3:50         |
| 7.                  | «Luba»                    | Михаил Шуфутинский  | Вилли Токарев       | 3:25         |
| 8.                  | «My Loved One»            | Вилли Токарев       | Вилли Токарев       | 3:20         |
| 9.                  | «Don’t Trust These Words» | Татьяна Лебединская | Михаил Шуфутинский  | 3:31         |
| 10.                 | «It Couldn’t Be»          | Леонид Дербенёв     | Вячеслав Добрынин   | 5:35         |
| 11.                 | «Kalina»                  | Александр Шахов     | Валерий Зубков      | 3:58         |
| 12.                 | «That’s All It Us»        | Андрей Дементьев    | Аркадий Хоралов     | 4:25         |
| Общая длительность: | Общая длительность:       | Общая длительность: | Общая длительность: | 49:25        |

| №   | Название              | Текст песни         | Музыка             | Длительность |
| --- | --------------------- | ------------------- | ------------------ | ------------ |
| 1.  | «Ещё не поздно»       | Вилли Токарев       | Вилли Токарев      | 3:52         |
| 2.  | «Найди себя»          | Илья Резник         | Раймонд Паулс      | 4:34         |
| 3.  | «Мой звёздный сад»    | Татьяна Лебединская | Михаил Шуфутинский | 4:26         |
| 4.  | «Гусарская рулетка»   | Наум Олев           | Максим Дунаевский  | 5:05         |
| 5.  | «Прости меня, мама»   | Михаил Шуфутинский  | Михаил Шуфутинский | 3:30         |
| 6.  | «Возьми меня с собой» | Михаил Танич        | Алексей Мажуков    | 3:50         |
| 7.  | «Люба-Любонька»       | Михаил Шуфутинский  | Вилли Токарев      | 3:28         |
| 8.  | «Любимый»             | Вилли Токарев       | Вилли Токарев      | 3:25         |
| 9.  | «Не верь этим словам» | Татьяна Лебединская | Михаил Шуфутинский | 3:31         |
| 10. | «Не может быть»       | Леонид Дербенёв     | Вячеслав Добрынин  | 5:35         |
| 11. | «Калина»              | Надежда Кондакова   | Валерий Зубков     | 3:58         |
| 12. | «Вот и всё»           | Андрей Дементьев    | Аркадий Хоралов    | 4:25         |

## Продажи и сертификации
| Регион | Сертификация | Продажи    |
| --- | ------------ | ---------- |
| США (RIAA) | Платиновый   | 1 000 000^ |
| * Данные о продажах приведены только на основе сертификации. ^ Данные о тиражах приведены только на основе сертификации. |              |            |

### Комментарии
1. ↑  На официальном сайте RIAA отсутствует. информация о каких-либо сертификациях релиза под названием My Loved One.